# المجد (ألبوم بريتني سبيرز)
«قلوري» أو «المجد» (بالإنجليزية: Glory) هو تاسع ألبوم ستوديو للمغنية الأمريكية بريتني سبيرز، أصدرته تسجيلات ار سي ايه الألبوم بتاريخ 26 أغسطس 2016.
بعد تجديد عقدها مع الشركة، بدأت سبيرز العمل على الألبوم دون تحديد موعد نهائي للانتهاء منه. فتابعت العمل فيه في 2015 و2016، لتأخذ وقتها وتعمل على واحد من أفضل ألبوماتها حسب رأيها.
استقبل الألبوم تعليقات ايجابية من النقاد، والذين أثنوا على أداء سبيرز الجميل في الأغاني واعتبروه أكثر ألبوماتها حاملاً للمعاني والمشاعر منذ أكثر من عقد. ودخل الألبوم قوائم أجمل الألبومات بواسطة عدة وسائل اعلام.
«اجعلني» والتي هي الأغنية المنفردة الأولى من الألبوم، كانت #17 في أمريكا. والأغنية المنفردة الثانية «سلمبر بارتي» كانت #86 . أصدرت بريتني من الألبوم 3 أغاني ترويجية: «عرض خاص»، «أخرق» و «هل تريد أن تأتي؟» والتي روجت للألبوم قبل صدوره.
في أول أيام صدوره أصبح «المجد» #3 في قائمة ألبومات الولايات بالبيلبورد، لبيعه 111,000 نسخة في أسبوعه الأول، وتصدر قوائم جمهورية التشيك، تايوان، ايرلندا وايطاليا. ودخل قائمة توب 10 في 22 دولة.
للترويج للألبوم، ظهرت سبيرز في عدة اطلالات تلفزيونية ومنها جوائز ام تي في للأغاني المصورة 2016، وأيضاً من خلال جولتها المحلية «Britney: Piece Of Me».

## قائمة أغاني الألبوم
| #  | عنوان الأغنية                              | المدة |
| -- | ------------------------------------------ | ----- |
| 1  | "دعوة Invitation"                          | 3:20  |
| 2  | "اجعلني اجعلني"                            | 3:51  |
| 3  | "عرض خاص Private Show ‏"                    | 3:55  |
| 4  | "رجل على القمر Man on the Moon"            | 3:47  |
| 5  | "فقط أحبني Just Luv Me"                    | 4:01  |
| 6  | "أخرق Clumsy"                              | 3:03  |
| 7  | "هل تريد أن تأتي؟ Do You Wanna Come Over?" | 3:23  |
| 8  | "حفلة مبيت حفلة مبيت"                      | 3:34  |
| 9  | "فقط مثلي Just like Me"                    | 2:45  |
| 10 | "أحبني إلى أسفل Love Me Down"              | 3:19  |
| 11 | "من الصعب نسيانك Hard to Forget Ya"        | 3:30  |
| 12 | "ماذا تريد What You Need"                  | 3:08  |

## وصلات خارجية
- قلوري على موقع ميتاكريتيك (الإنجليزية)
- قلوري على موقع أول موفي (الإنجليزية)